# بروس والتون (لاعب كرة قدم أمريكية)
بروس والتون (بالإنجليزية: Bruce Walton)‏ هو لاعب كرة قدم أمريكية أمريكي، ولد في 14 يونيو 1951 في سان دييغو في الولايات المتحدة.

## وصلات خارجية
- بروس والتون على موقع مرجع كرة القدم المحترفة.كوم (الإنجليزية)